# Георги Стрез Балшич
Георги Стрез Балшич (на албански: Gjergj Stres Balsha, на сръбски: Ђорђе Стрез Балшић, на латински: Georgio Stresio) († след 1457) е албански феодал от рода на Балшичите. Племенник е на националния герой на Албания Скендербег.
Заедно с братята си Гойко Балшич и Йоан Стрез Балшич владее областта Мизия в поречието на Бели Дрин между Круя и Лежа. Участник е в основаването на Лежката лига, съюз насочен срещу османците, под водачеството на неговия вуйчо Скендербег. По-късно Георги изоставя Скендербег и продава на османците своята земя в Модрица, докато двамата му братя остават верни на Скендербег до смъртта му и след това продължават да се борят против османското нашествие на страната на венецианските сили.

## Родословие
Георги Стрез Балшич е син на една от сестрите на Скендербег. Според летописа на Йоан Музаки и съгласно тезата на германския историк Карл Хопф, това е Влайка Кастриоти, омъжена за Стефан Стрез (син на Джурадж Балшич, незаконородения син на Джурадж I Балшич).
Според Фан Ноли обаче, Гойко е дете на друга от сестрите на Скендербег – Елена и нейния съпруг Павле Балшич.